# Guillermo Imhoff
Guillermo Sergio Imhoff (* 11. Oktober 1982 in San Jerónimo Norte) ist ein argentinischer ehemaliger Fußballspieler.

## Karriere
Guillermo Luis Imhoff begann seine Karriere beim argentinischen Verein CA Colón. Dort absolvierte er in zwei Jahren 14 Spiele und schoss ein Tor. 2005 wurde er dann an Huracán de Tres Arroyos ausgeliehen. Nach elf Spielen endete seine Leihfrist und von 2005 bis 2006 wurde er an CA Gimnasia y Esgrima de Jujuy verliehen. Dort bestritt er 14 Spiele. 2006 kehrte er wieder zurück zu CA Colón, jedoch kam er danach nur auf vier Spiele.
Im Sommer 2007 absolvierte Imhoff ein mehrtägiges Probetraining beim FC Wacker Innsbruck. Trotz sprachlicher Barrieren überzeugte Imhoff vor allem durch seine Führungsqualitäten in der Viererabwehrkette und erhielt schließlich einen Vertrag über ein Jahr. Nachdem er nach dem einen Jahr nur vier Spiele absolviert hatte, wechselte er zum bolivianischen Verein Club Jorge Wilstermann. Dort konnte er sich das erste Mal einen Stammplatz ergattern und bestritt von 2009 bis 2010 insgesamt 29 Spiele und schoss ein Tor. Im Januar 2010 kehrte er wieder nach Europa zurück und wechselte in die Schweiz zum FC Sion. Dort unterschrieb er einen Vertrag bis 2012.